# Paraskoviivka
Paraskoviivka (Oekraïens: Парасковіївка; Russisch: Парасковиевка) is een plaats in de Oekraïense oblast Donetsk. Ze ligt direct aan de noordrand van de stad Bachmoet en behoort tot het rajon Bachmoet. In 2001 had de plaats 2807 inwoners.
Na de Russische invasie van Oekraïne in 2022 werd tijdens de slag om Bachmoet enkele dagen zwaar gevochten om de controle over de plaats. Nadat eenheden van de Wagnergroep enkele dagen eerder het naburige Krasna Hora hadden ingenomen, kregen zij op 17 februari 2023 controle over Paraskoviivka.